# Wilmarsdonk
Wilmarsdonk était un village belge situé au nord d'Anvers qui fut démoli dans les années 1960 pour permettre l'expansion du port d'Anvers. Mentionné pour la première fois en 1155, il avait fusionné avec Anvers en 1929. Seulement la tour-clocher de l'église de Wilmarsdonk existe encore de nos jours.  

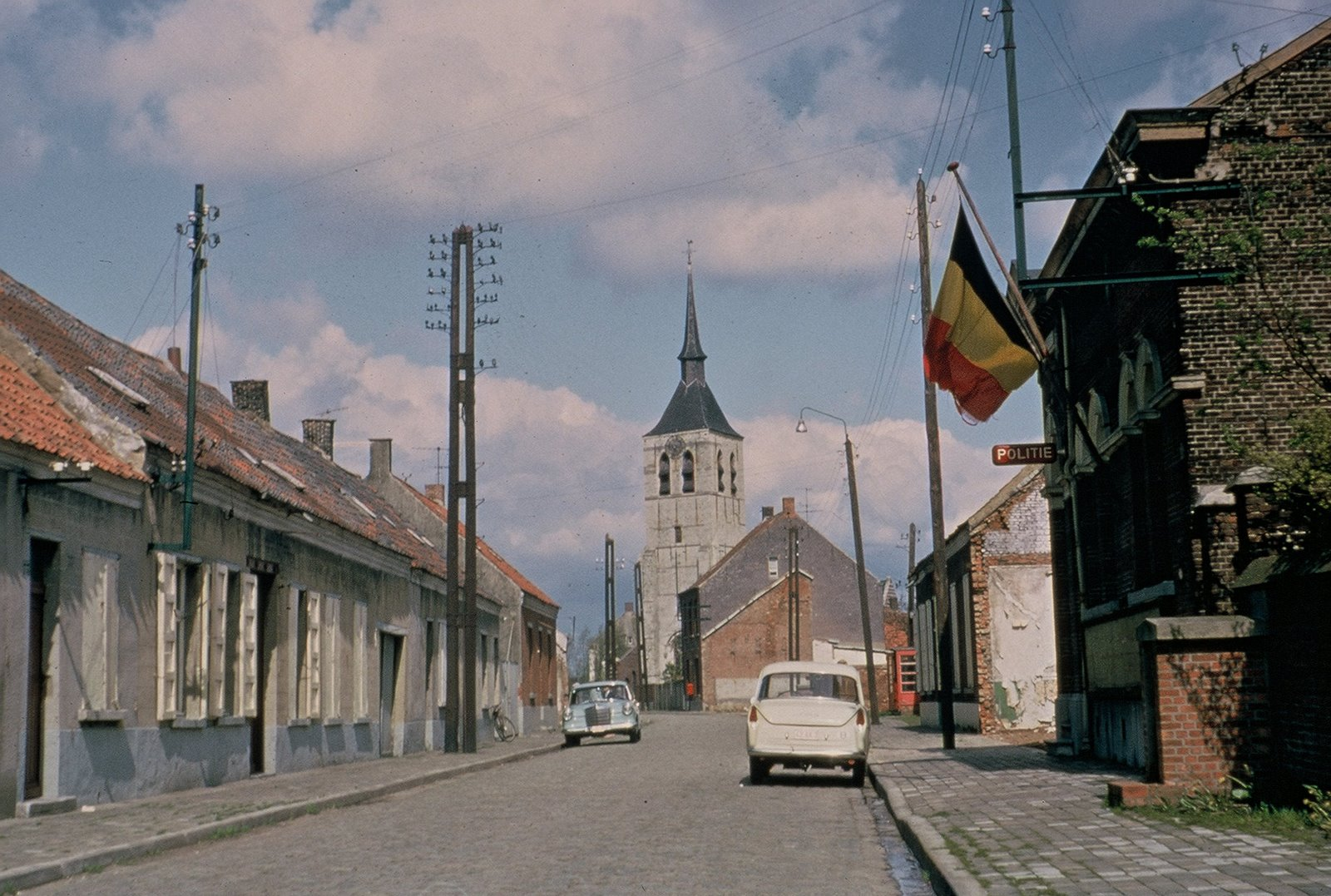
Wilmarsdonk vers 1965.
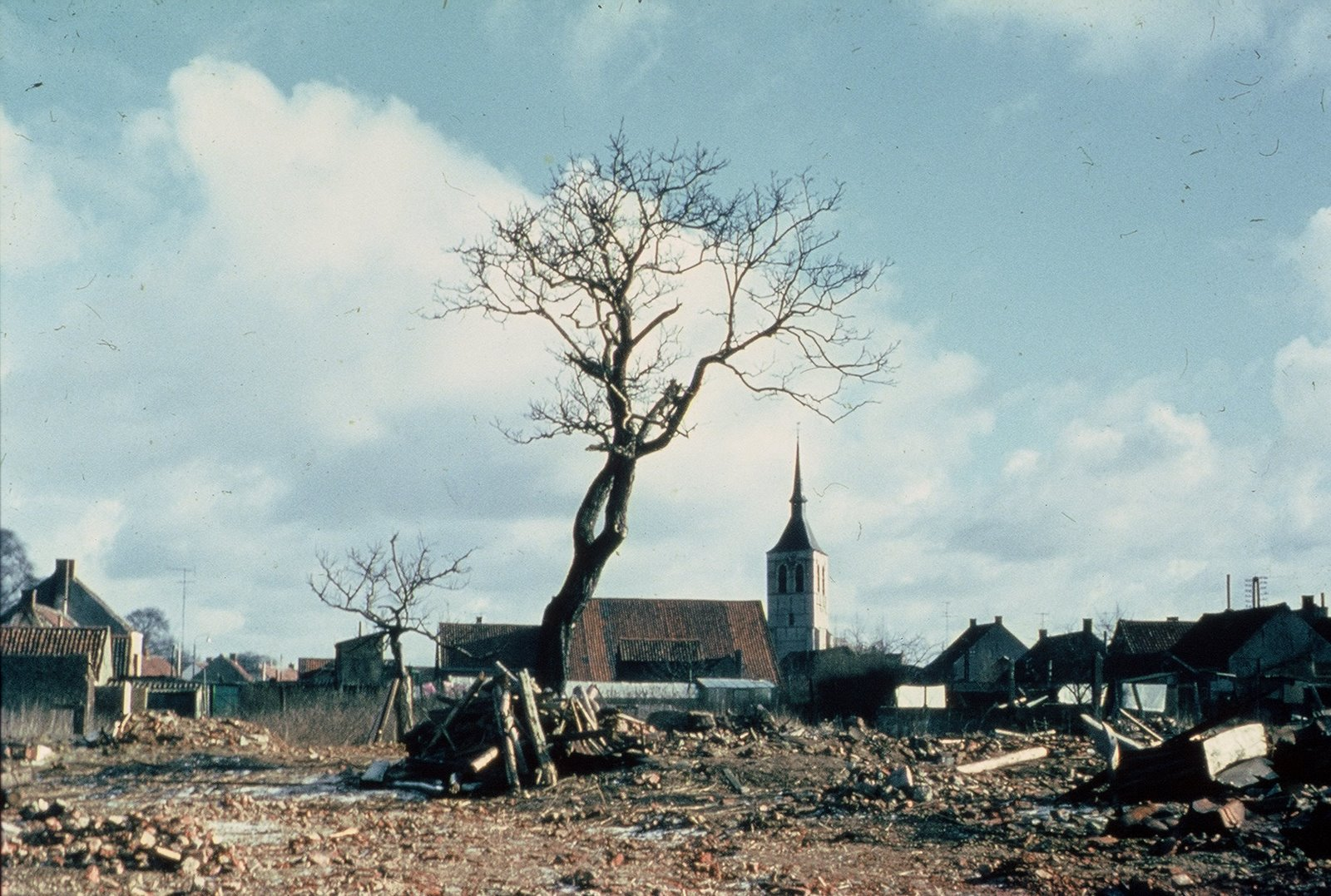
La destruction de Wilmarsdonk. 1966
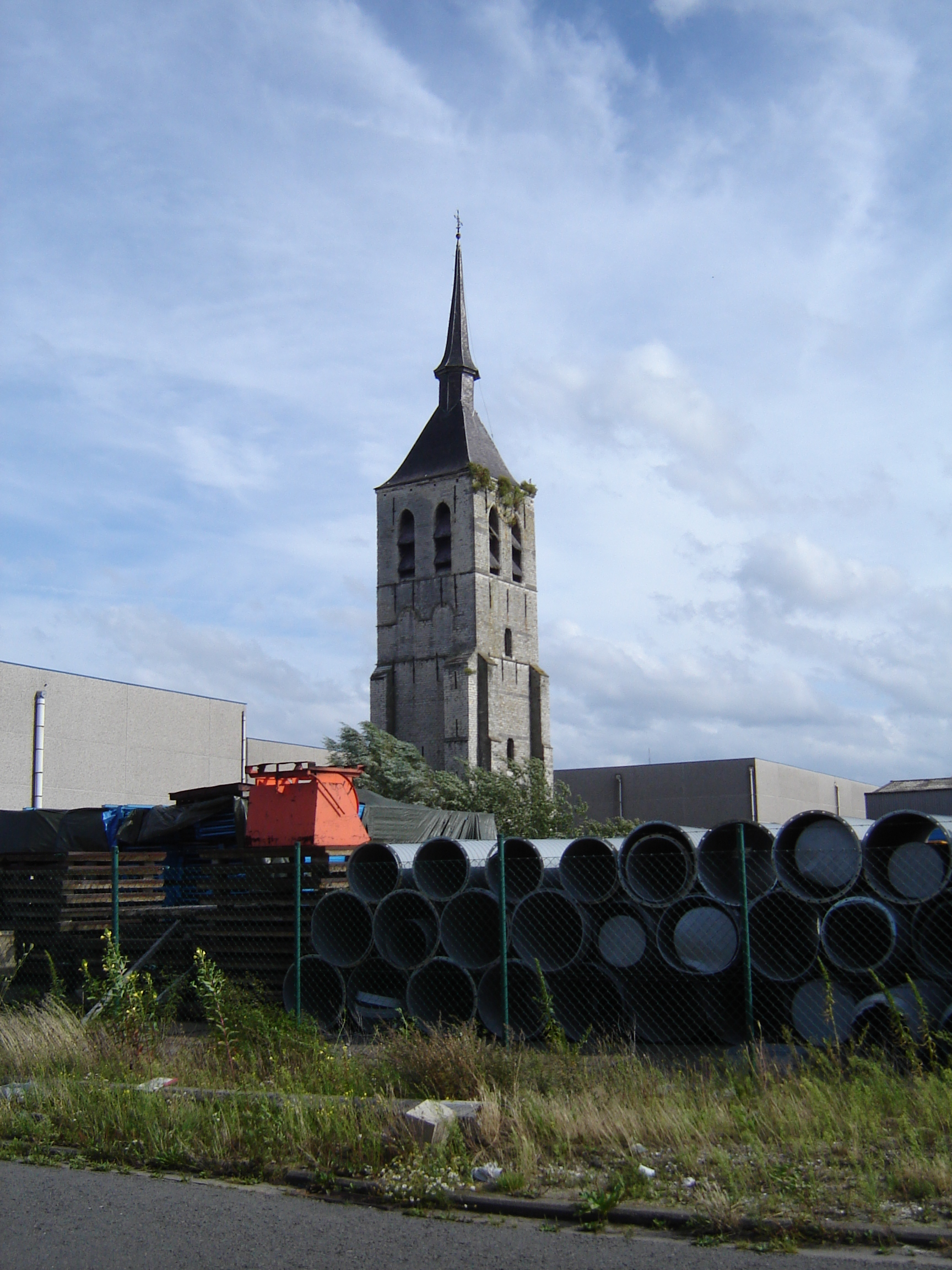
Ce qui reste de Wilmarsdonk : le clocher de l'église Saint Laurent.